# Tour de Porto Alegre
Le Tour de Porto Alegre (en portugais : Volta Ciclistica de Porto Alegre) est une course cycliste par étapes brésilienne disputée autour de Porto Alegre. Course du calendrier national brésilien à sa création en 1996, elle est inscrite au calendrier de l'Union cycliste internationale en 2004, en catégorie 2.5. Les deux années suivantes, elle appartient à l'UCI America Tour, en catégorie 2.2. Elle n'est plus organisée après l'édition 2006.

## Palmarès
En jaune : inscription au calendrier de l'UCI America Tour.
| Année | Vainqueur                 | Deuxième                  | Troisième                 |
| 1996  | Valcemar Silva            | Paulo Jamur               | Lauri Lunckes             |
| 1997  | José Aparecido dos Santos | Valcemar Silva            | Evanio Zimermann          |
| 1998  | Erni Da Silva Meira       | Valcemar Silva            | José Aparecido dos Santos |
| 1999  | Renato Roshler            | José Aparecido dos Santos | Douglas Muller            |
| 2000  | Valcemar Silva            | Soelito Gohr              | Marcelo Moser             |
| 2001  | José Manero               | Rafael Antonio Silva      | Rodrigo Brito             |
| 2002  | Valcemar Silva            | Marcelo Moser             | Altemir Da Rosa           |
| 2003  | Geovane Fernández         | Marcelo Moser             | Janio Vicente Rossa       |
| 2004  | André Grizante            | Breno Sidoti              | Soelito Gohr              |
| 2005  | Jorge Giacinti            | Márcio May                | Breno Sidoti              |
| 2006  | Armando Camargo           | Miguel Direnna            | Magno Nazaret             |